# Catocala ophelia
Catocala ophelia är en fjärilsart som beskrevs av H. Edwards 1880. Catocala ophelia ingår i släktet Catocala och familjen nattflyn. Inga underarter finns listade i Catalogue of Life.

## Bildgalleri

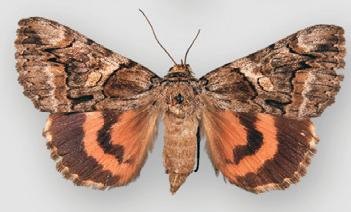